# 1886 in Italia

## Situazione
- Sul trono c'è Umberto I (1878–1900)
- Il presidente del Consiglio è  Agostino Depretis (1881–1887)

La popolazione totale del Regno nel 1886 (nei confini dell'epoca) era di 30 776 000 abitanti. L'aspettativa di vita nel 1886 era di 35.1 anni.
L'Italia soffre ancora per l’epidemia di colera del 1884. Secondo le stime ufficiali, il colera uccise 50.000 italiani tra il 1884 e il 1887.
Il corso della malattia portò a uno stato di quasi anarchia in Sicilia nel 1885 e 1886, poiché la paura dell'infezione travolse l'isola e la gente delle città e dei villaggi istituì disperatamente cordoni sanitari improvvisati in sfida alle autorità.
- 167 629 italiani lasciano il paese[5].

## Avvenimenti
- 11 febbraio: entra in vigore la legge Berti sul lavoro dei giovani[6].

La legge prende noma da Domenico Berti, Ministro dell'agricoltura, dell'industria e del commercio nel governo Depretis V; fissa l'età minima per lavoro. La legge Berti è rimasta in vigore fino al 1902, anno dell'approvazione della legge Carcano..
- 1º marzo: a Milano si costituisce la Società di Mutuo Soccorso tra congedati e pensionati dei Carabinieri Reali.
- 25 aprile: esce il primo numero del quotidiano Il Secolo XIX[9].

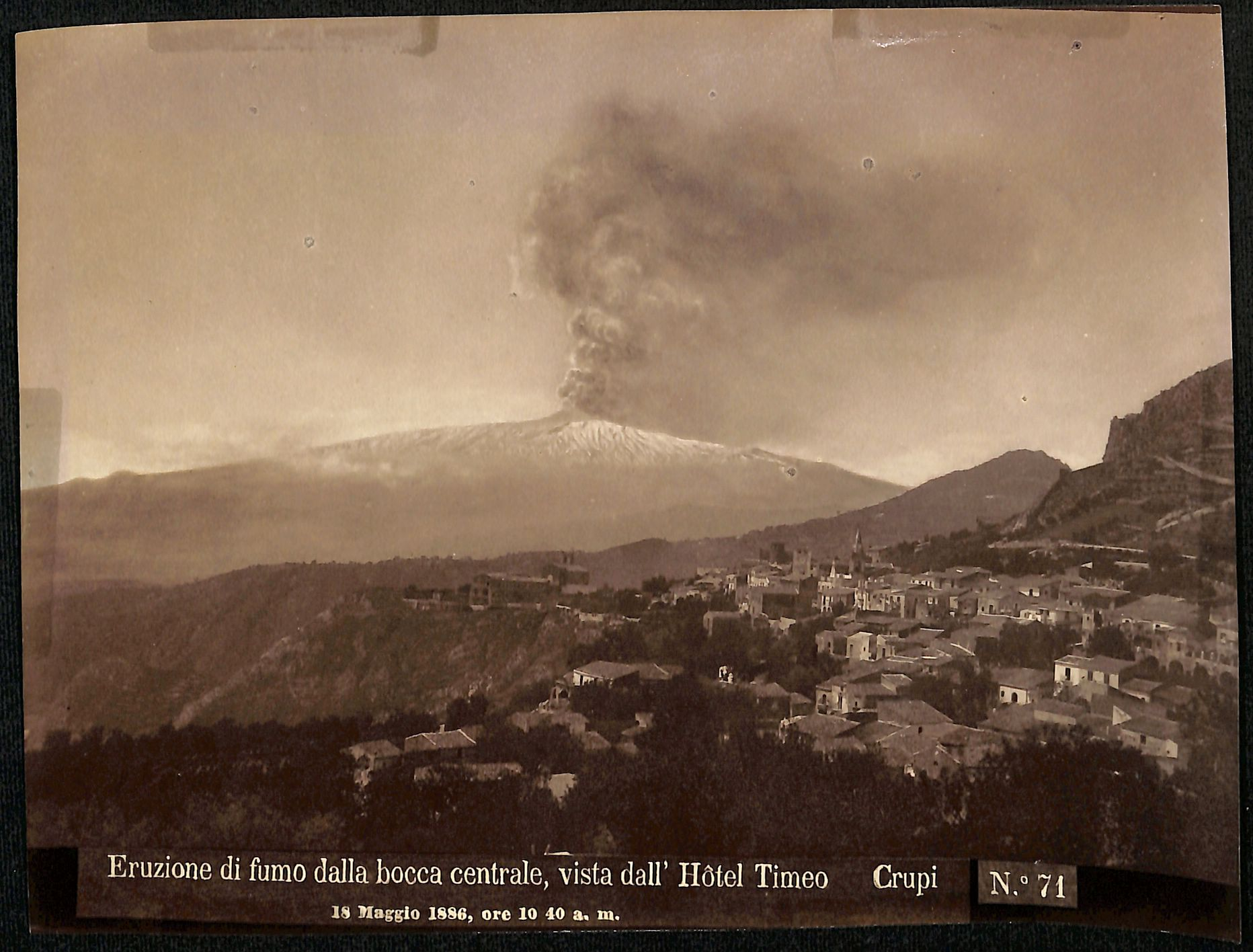
Eruzione di fumo dalla bocca centrale dell'Etna il 18 maggio 1886

- 18 maggio: si ha un'eruzione sul fianco meridionale dell'Etna, a seguito di una potente esplosione sommitale. L'eruzione forma una fila di coni piroclastici, il più grande dei quali è chiamato Monte Gemmellaro (in onore dei vulcanologi catanesi Carlo e Mario Gemmellaro che studiarono l'Etna nel XIX secolo). Una colata lavica giunge molto vicino a Nicolosi. Le eruzioni continuano fino al 7 giugno 1886.
- 23 maggio e 30 maggio: vittoria dei radicali alle  elezioni politiche[10]. Il Partito Socialista ottiene solo due deputati mentre il Partito Operaio Italiano non ne ha nessuno.

Agostino Depretis coglie l'occasione per scioglierlo per apologia dello sciopero.
- 7 giugno: è inaugurata la stazione di Palermo Centrale, il principale scalo ferroviario della città e della Sicilia.
- 10 giugno: apertura della XVI legislatura del Regno d'Italia[10].
- 5 luglio: inaugurazione della tratto Ivrea-Aosta che completa la ferrovia Chivasso-Ivrea-Aosta.

## Economia
- Viene fondata la Banca Sella.
- Antonio Meucci ha la priorità come inventore del telefono.
- Ernesto Breda dà vita all'accomandita Ernesto Breda & Co., fabbrica meccanica e di fonderia della ghisa[12].

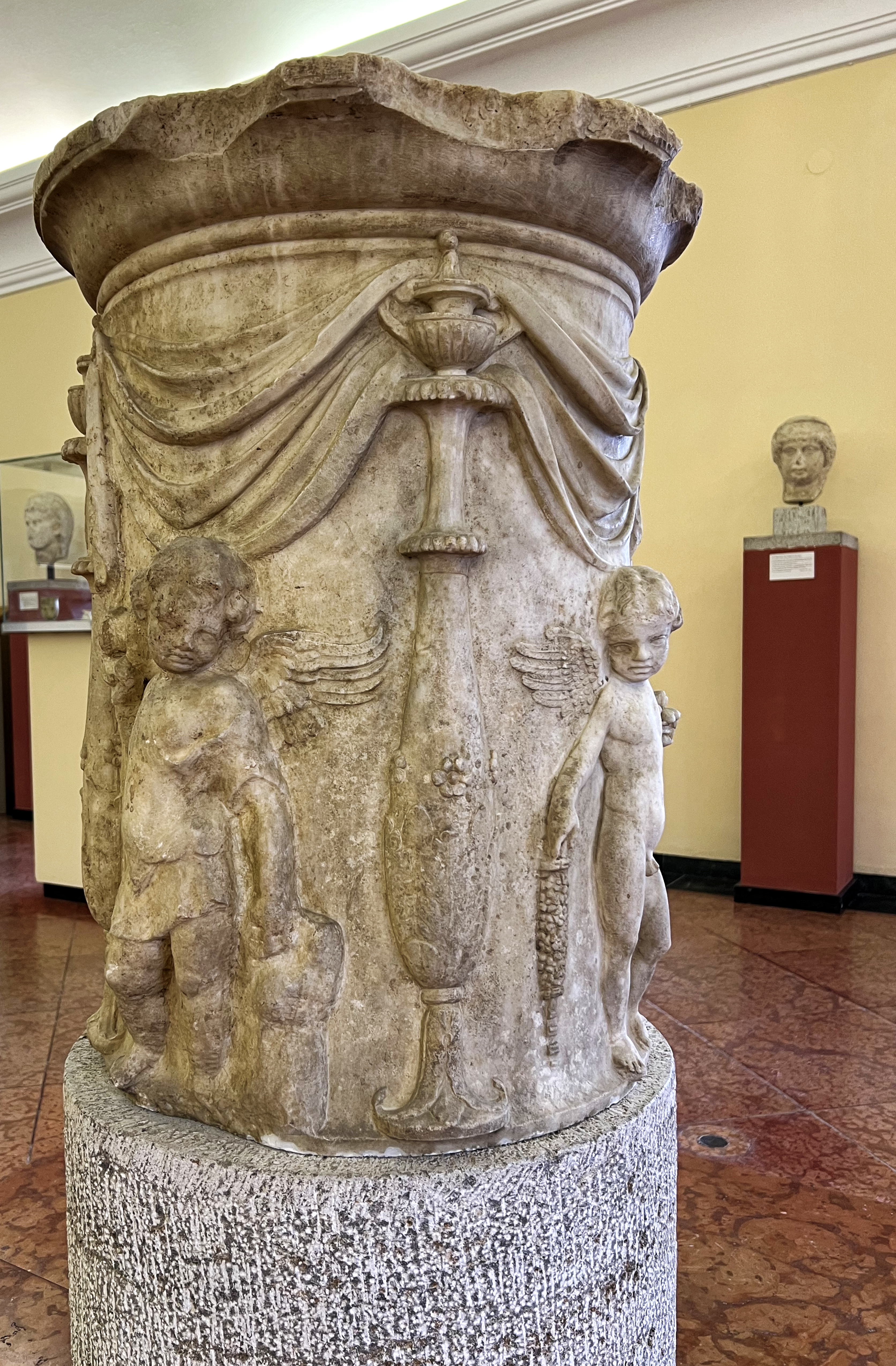
L'ara delle quattro stagioni

## Cultura

### Archeologia
- a Roma, agli Horti Sallustiani, sul colle Pincio, viene ritrovata un'ara romana, l'ara delle quattro stagioni di Würzburg, datata intorno al 40. È conservata nel Martin von Wagner Museum. Tornata in Italia, nel 1966 è stata venduta e lo stato italiano non ha esercitato il diritto di prelazione[13].

### Architettura
- viene costruito il Teatro Drammatico Nazionale a Roma, nell'allora via Nazionale. Sarà demolito nel 1929.
- terminano i lavori per la costruzione del palazzo Massimo alle Terme, iniziati nel 1883, su progetto di Camillo Pistrucci. Erano stati commissionati dal sacerdote gesuita Massimiliano Massimo per ospitare il Collegio dei Gesuiti, dopo che la sede precedente, il Collegio Romano, era stata stato espropriato dallo stato italiano.
- si inaugura a Massa il Teatro Guglielmi.

### Letteratura
- 18 ottobre: Edmondo De Amicis pubblica Cuore.
- esce a Firenze, presso Salani, Il bacio d'una morta, romanzo di Carolina Invernizio.
- sempre a Firenze, esce San Pantaleone, una raccolta di novelle di Gabriele D'Annunzio.

### Musica
- Filippo Turati scrive l'Inno dei lavoratori, musicato da Amintore Galli.
- esce Marechiare, l'ultima canzone musicata da E. A. Mario su testo di Salvatore Di Giacomo e Francesco Paolo Tosti.